# Atlantic Grupa
Atlantic Grupa або Atlantic Grupa d.d. — хорватська виробничо-комерційна компанія, що працює в харчовій та косметичній промисловості, що базується в Загребі.
Компанія була заснована в 1991 році як торгова компанія, що розповсюджує продукцію західних компаній у Хорватії. Серед компаній, продукцію яких вона розповсюджує, серед інших Unilever, Ferrero, Wrigley Company та Johnson & Johnson. З часом компанія здійснила ряд придбань, що також дозволило їй запустити власні бренди. У 2001 році вона перейшла до компанії Cedevita, виробника Вітамінного напію з однойменною назвою, а в 2003 році компанії Neva, хорватського виробника косметики.
До продуктів Atlantic Group належать:
- кава, що продається під марками Grand Kafa та Barcaffe
- напої: Кокта, Донат Мг та Седевіта
- закуски: Дракони, Чіпсос, Лепше залі і Бананіка
- Аргеста паста
- Багатопотужне спортивне харчування
- дитяче харчування під брендом Bebi